# Federacyjna Republika Noworosji
Federacyjna Republika Noworosji, Republika Noworosji, Federalne Państwo Noworosji, Federalne Państwo Noworossiji, Federalne Państwo Noworosja, Związek Republik Ludowych (ros. Союз Народных Республик, ukr. Союз Народних Республік) – krótkotrwała (2014–2015) konfederacja dwóch samozwańczych republik ludowych, Donieckiej i Ługańskiej.

## Historia
Tereny obwodów donieckiego i ługańskiego
     Docelowy zasięg terytorialny

Aspiracje terytorialne Federacyjnej Republiki Noworosji:
Tereny obwodów donieckiego i ługańskiego
Docelowy zasięg terytorialny

22 maja 2014 Pawieł Gubariew, samozwańczy ludowy gubernator Donbasu, na zjeździe Partii Noworosji powstałej 13 maja 2014, ogłosił zamiar zdobycia wszystkich południowo-wschodnich obwodów Ukrainy: kontrolowanego w części donieckiego i ługańskiego, oraz charkowskiego, chersońskiego, dniepropetrowskiego, mikołajowskiego, odeskiego i zaporoskiego. Dodał, że celem partii będzie nacjonalizacja majątków oligarchów, którzy stawiali opór separatystom.
24 maja 2014 w donieckim hotelu „Szachtar Płaza”, podczas zjazdu partii Noworosja, za drzwiami zamkniętymi powołano Federacyjną Republikę Noworosji. Dokument o zjednoczeniu Donieckiej Republiki Ludowej oraz Ługańskiej Republiki Ludowej, sygnowali ich przedstawiciele. Ogłoszono, iż stolicą samozwańczego państwa zostanie Donieck. Samozwańczym prezydentem Noworosji ogłoszono Walerija Kaurowa. Oficjalnym językiem został język rosyjski, z kolei religią „państwową” – Rosyjski Kościół Prawosławny. Zapowiedziano nacjonalizację lokalnego przemysłu Donbasu. Jednak faktycznie proklamowanie Federacyjnej Republiki Noworosji nie jest jasne, gdyż lider Ługańskiej Republiki Ludowej, Walerij Bołotow powiedział, że obie republiki funkcjonowały oddzielnie.
W czasie trwania na Ukrainie wyborów prezydenckich, które zostały zablokowane przez separatystów w Doniecku, rebelianci otoczyli posiadłość Rinata Achmetowa. Od przebywającego w Kijowie oligarchy zażądali poparcia dla separatystów oraz płacenia podatków na ich konto. Do zdarzenia doszło po 2-tysięcznym wiecu antyukraińskim na Placu Lenina, gdzie świętowano proklamację Noworosji.
Deklaracje powołania konfederacji odczytano dzień przed wyborami prezydenckimi, które wygrał Petro Poroszenko. Prezydent elekt zapowiedział, że jego priorytetem jest integracja europejska, przyśpieszenie operacji antyterrorystycznej (ATO) oraz dialog z Rosją. Dodał, że nie uznawał aneksji Krymu, chciał też usprawnić działania wojska tak, by rozbić separatystów w przeciągu „kilku godzin”. Zażyczył sobie również od areny międzynarodowej nowych gwarancji bezpieczeństwa. Dodał również, że na wschodniej Ukrainie panuje „stan wojny”.
26 maja 2014 siły bezpieczeństwa zaatakowały lotnisko donieckie, zajęte rankiem przez 200 bojowników. Wcześniej milicja zablokowała drogi dojazdowe. Operacja rozpoczęła się z powietrza od uderzenia lotnictwa i desantu ze śmigłowców Mi-24. W pobliżu dworca kolejowego zginęło dwoje cywilów. Dworzec został ewakuowany i zamknięty. Jego działanie wznowiono dwa dni później. Tymczasem podczas bombardowania lotniska według ukraińskich źródeł poległo ponad 100 separatystów. Sami przyznali się do ponad 50 zabitych. Walki zakończyły się odbiciem portu lotniczego. Kierownictwo operacji antyterrorystycznej (ATO), zaproponowało rebeliantom w Doniecku złożenie broni, grożąc zmasowanym atakiem, takim jaki podjęto na lotnisko i prowadzeniem walk do wyeliminowania ostatniego bojownika.
26 maja 2014 podczas ciężkich walk w Słowiańsku uprowadzono kolejnych czterech obserwatorów OBWE. Wśród nich byli obywatele Szwajcarii, Estonii, Turcji i Danii. Ponadto kolejna grupa obserwatorów zaginęła 29 maja 2014 w punkcie kontrolnym w Siewierodoniecku, około 100 km na północ od Ługańska. Dzień później pracownicy OBWE spod Ługańska zostali zwolnieni. Pierwsza grupa obserwatorów w składzie z Duńczykiem, Turkiem, Szwajcarem i Estończykiem, została ostatecznie uwolniona po miesiącu – w nocy z 26 na 27 czerwca 2014. Ostatnia grupa obserwatorów została puszczona wolno 28 czerwca 2014.
W nocy z 29 na 30 maja 2014 ukraińska straż graniczna zatrzymała dwie ciężarówki z bronią, które próbowały wjechać na Ukrainę od strony Rosji w rejonie stanyczno-łuhanskim. 2 czerwca 2014 400 uzbrojonych bojowników rozpoczęło szturm na jednostkę Państwowej Straży Granicznej Ukrainy (PSGU) w Ługańsku. W trakcie bitwy pogranicznicy zostali wsparci przez lotnictwo i siły specjalne ukraińskiego wojska. Rebelianci otoczyli bazę i oczekiwali na kapitulację ukraińskiej załogi, co miało miejsce 4 czerwca 2014. 10 czerwca 2014 separatyści zajęli graniczną Dmytriwkę. 12 czerwca 2014 trzy czołgi, pojazdy opancerzone oraz wyrzutnie BM-21 Grad przekroczyły granicę Federacji Rosyjskiej z Ukrainą i ruszyły na Gorłówkę. Według ukraińskich władz był to jawny dowód na agresję Rosji na Ukrainę.

### Zawieszenie działalności
20 maja 2015, niecały rok po powołaniu Federacji, projekt „Noworosja” został zawieszony. Wśród przyczyn tej decyzji przedstawiciel rebeliantów wymienił m.in. bierność mieszkańców wschodniej Ukrainy, brak znaczących sukcesów poza obwodami donieckim i ługańskim oraz straty wśród własnych elit politycznych. Działalność zawiesiła również strona internetowa noworosyjskiego parlamentu, którego znaczenie malało wraz z czasem trwania samozwańczej federacji.